# Batu Nanggar
Batu Nanggar is een bestuurslaag in het regentschap Padang Lawas Utara van de provincie Noord-Sumatra, Indonesië. Batu Nanggar telt 727 inwoners (volkstelling 2010).